# Emmy Göring

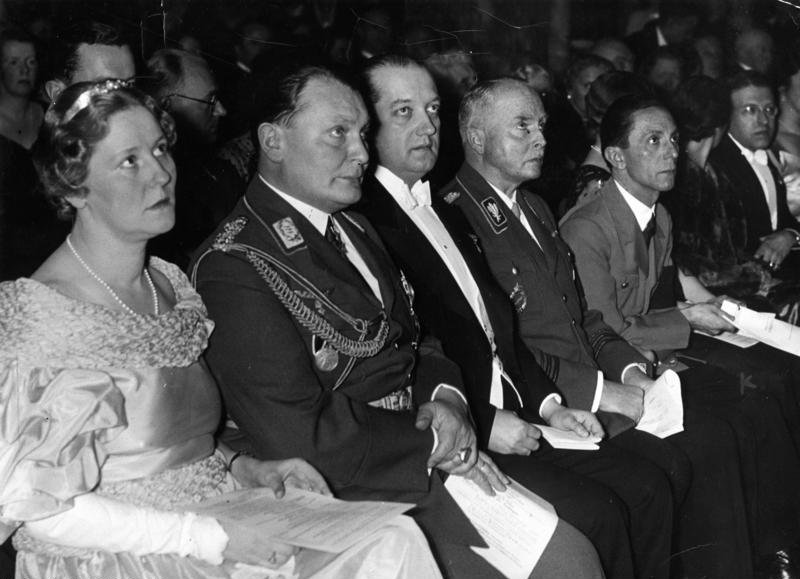
Emmy en Hermann Göring

Emmy Göring, geboren als Emma Johanna Henny Sonneman, (Hamburg, 24 maart 1893 – München, 8 juni 1973) was een bekende Duitse toneelspeelster en de tweede vrouw van nazileider Hermann Göring. Tijdens het naziregime fungeerde ze vaak als „Hohe Frau“ van nazi-Duitsland.

## Biografie
Emmy Göring werd op 24 maart 1893 als Emma Sonneman geboren in Hamburg. Ze groeide op in een vrij rijke familie en al gauw besloot Emmy dat ze toneelspeelster wilde worden. Ze genoot haar opleiding bij Leopold Jessner in Hamburg. Hierna trad ze op in diverse theaters en uiteindelijk ging ze in dienst bij het theater van Weimar. In 1916, tijdens de Eerste Wereldoorlog, trouwde Emmy met Karl Köstlin, maar al na enkele jaren scheidden de twee. 

### Huwelijk met Hermann Göring
Emmy ontmoette in 1931 Hermann Göring. Er was destijds echter geen sprake van een liefdesrelatie, daar Hermann Göring getrouwd was met de Zweedse Carin Fock. Toen Görings vrouw overleed, zagen Emmy en Hermann elkaar steeds vaker en ontstond er een liefdesrelatie. In 1934 verleende Göring haar de titel Staatsschauspieler, het hoogst haalbare voor een toneelspeler. In 1935 stopte ze met toneelspelen; haar laatste toneelspel was Minna von Barnhelm oder das Soldatenglück.
De bruiloft op 10 april 1935 was een groot feest. De straten waren versierd, de binnenstad van Berlijn was afgesloten voor verkeer en meer dan tweehonderd vliegtuigen van de pas opgerichte Luftwaffe cirkelden boven het paar.
Op 2 juni 1938 beviel Emmy van haar eerste (en enig) kind, dat de naam Edda kreeg. Het meisje zou zijn genoemd naar de oudste dochter van Benito Mussolini. Al gauw kreeg Emmy Göring de titel „Hohe Frau“, wat inhield dat ze als first lady van nazi-Duitsland moest optreden, daar Hitler niet getrouwd was. In de jaren voor en tijdens de Tweede Wereldoorlog kon Emmy vrijwel alles krijgen wat ze zich wenste. Hermann Göring noemde zijn verblijf in Rominten, het Reichsjägerhof, naar zijn tweede vrouw, de Emmyhall. Zijn groot landhuis, waar hij met Emmy woonde, was genoemd naar zijn eerste vrouw, de Carinhall. Emmy maakte daar nooit een probleem van.

### Naoorlogse periode
Na de Tweede Wereldoorlog werd ze door de Amerikanen gevangengenomen. Eerst zaten Emmy en Edda samen met Hermann gevangen in kamp Ashcan in Mondorf, Luxemburg. Tijdens het proces van Neurenberg verbleef ze in een appartement nabij haar man en bezocht ze hem zo vaak mogelijk. In 1948 werd ze in de Spruchkammer van Garmisch-Partenkirchen als actieve nazi aangemerkt. Het vonnis hield in dat dertig procent van haar bezitting in beslag werden genomen, ze één jaar dienst moest doen in een werkkamp en vijf jaar niet op het podium mocht verschijnen. Tijdens haar verblijf in diverse interneringskampen, leed Emmy aan ischias. Nadat ze werd vrijgelaten ging ze in een nieuw appartement in Berlijn wonen. Ze publiceerde in 1967 een autobiografie onder de titel An der Seite meines Mannes - Begebenheiten und Bekenntnisse (Aan de zijde van mijn man - gebeurtenissen en bekentenissen). 
Emmy overleed na een lang ziekbed in 1973 op tachtigjarige leeftijd in München. Ze is begraven op het Waldfriedhof in München.

## Filmografie (selectie)
- 1932: Goethe lebt...!
- 1934: Oberwachtmeister Schwenke in de rol van Rena
- 1934: Wilhelm Tell – Das Freiheitsdrama eines Volkes in de rol van Hedwig Tell